# After Dark (film 1914)
After Dark è un cortometraggio muto del 1914 diretto da Warwick Buckland. La protagonista femminile del film era Flora Morris che aveva appena lasciato la Hepworth dove aveva iniziato la sua carriera di attrice.

## Trama
Uno scapestrato sposa una cameriera per ottemperare alle volontà di un testamento.

## Produzione
Il film fu prodotto dalla Buckland Films.

## Distribuzione
Distribuito dalla A1 Films, il film - un cortometraggio in tre bobine - uscì nelle sale cinematografiche britanniche nel dicembre 1915.